# 蓝靛厂清真寺

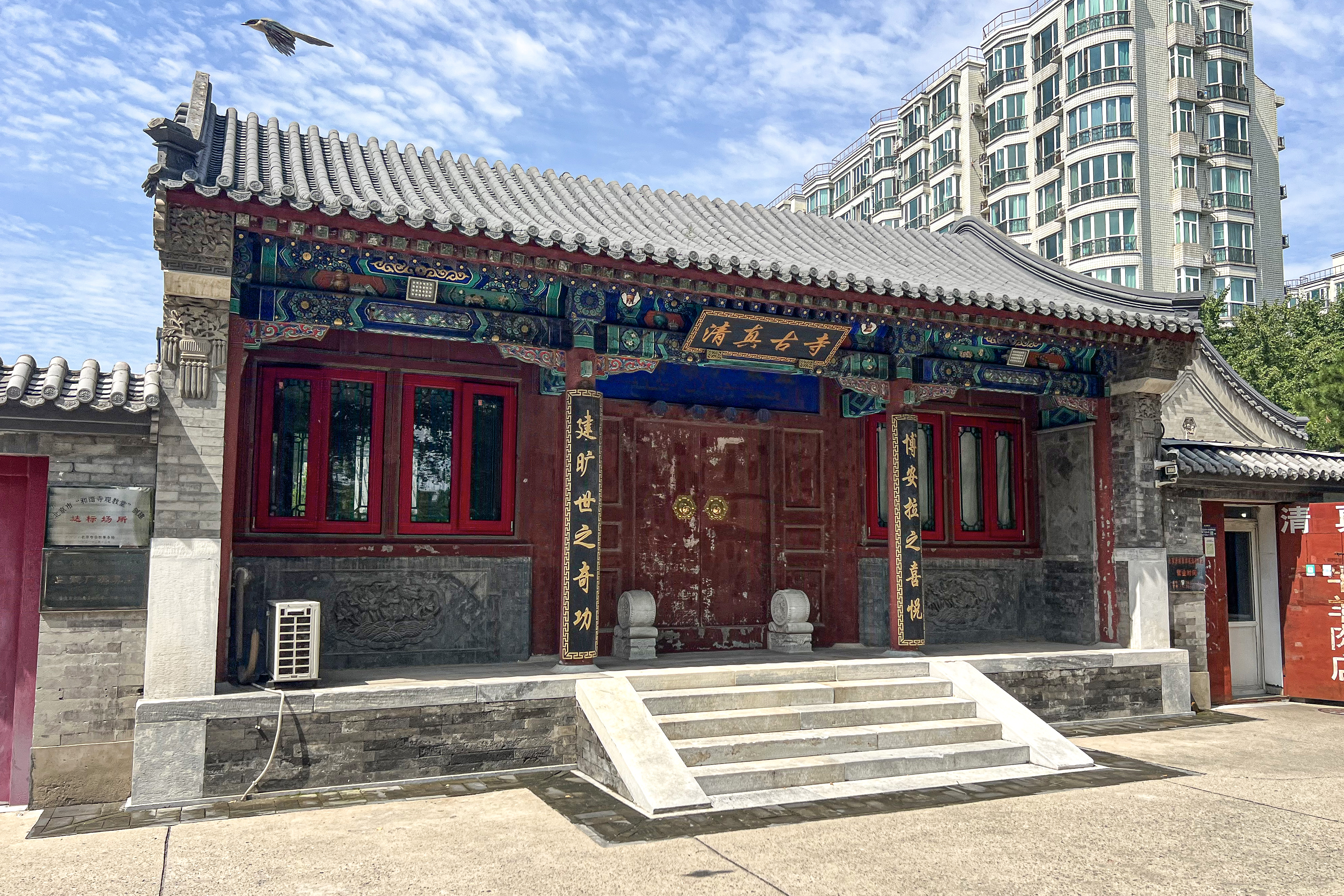
蓝靛厂清真寺正门

蓝靛厂清真寺，位于北京市海淀区蓝靛厂宽街40号，是一座伊斯兰教清真寺。

## 简介
蓝靛厂清真寺是海淀区现存清真寺中最早建成的，大约创建于明朝万历年间。2006年10月，蓝靛厂清真寺开工重建。2009年10月21日，蓝靛厂清真寺举行落成典礼。为了此次建设蓝靛厂清真寺及自养房，海淀区人民政府及有关方面共投入2700万元资金，使蓝靛厂清真寺成为拥有700平方米宗教活动场所，可容纳200人同时礼拜，还拥有800平方米自养房的清真寺。